# Обикновен дъб
Обикновеният дъб (Quercus robur), познат и като летен дъб, е широколистно листопадно дърво от семейство Букови, групата на белите дъбове (секция Quercus). Достига 25 – 35 m височина. Животът му може да надхвърли 1000 години.

## Разпространение
Quercus robur е разпространен върху значителна част от европейския континент – от Ирландия до Урал, достигайки до Западна Азия. В периферията на ареала му са се обособили следните (включени в него) таксони (подвидове): на югозапад – Q. r. subsp. broteroana и Q. r. subsp. estremadurensis; на юг – Q. r. subsp. brutia; на югоизток – Q. r. subsp. pedunculiflora; на изток – Q. r. subsp. imeretina. В България типичната форма на обикновения дъб се среща в източната половина на страната (без Странджа), Стара планина, Софийското поле и речните равнини на Дунав, Марица и Тунджа до 500 м н.в. Подвидът Q. r. subsp. pedunculiflora – т.нар. дръжкоцветен дъб (Quercus pedunculiflora  K.Koch) е установен във всички флористични райони до 800 – 1000 м н.в.; като част от него (синоними) се разглеждат сродните таксони с локално разпространение Quercus erucifolia Steven, Quercus longipes Steven и Quercus mestensis Bondev & Gančev – съответно еруколистен, низинен и местенски дъб.

## Описание и характеристики
Едро дърво с разперена корона, стволът и страничните разклонения са разкривени, мощни; на открито дъбовете се разрастват повече на ширина, но в гористи местности са способни да развият стройна форма с височина над 43 м. Кората е кафява до сива, гладка само при най-младите растения, впоследствие напукана на надлъжни сегменти.
Листата му са прости, плитко вълнообразно наделени до дълбоко пересто насечени (Q. erucifolia) – с по 3 до 7 двойки дялове и често една двойка дребни дялчета („ушички“) като основа на петурата, приседнали или върху къси дръжки (Q. longipes, Q. r. subsp. estremadurensis), обикновено с добре изявена обратнояйцевидна форма с размери 5 – 20 см дължина на 3 – 10 см ширина, тъмнозелени и лъскави отгоре, отдолу също гладки или фино-мъхести, сивкави (дръжкоцветен дъб).
Плодовете на летния дъб са жълъди, които падат през есента и често служат за храна на дивите свине. Дървесината на обикновения дъб съдържа много танин и се използва за направа на бъчви за съхранение на вино. Държаните в такива бъчви вина получават особено приятен аромат.

## Вековни дървета в България
В село Гранит, област Стара Загора, се намира дърво от вида Quercus robur, считано за най-старото в България и едно от най-дълголетните в света. Гранитският дъб е обявен за обект „Вековно дърво“ под наименованието „Старият дъб“ със заповед № 2276 от 25 декември 1967 г. на Министерството на горите и горската промишленост. Записан е в Държавния регистър за природните забележителности под № 388. През месец март 1982 г. с Преслеров свредел е установена неговата възраст – 1637 години; т.е. израстването на фиданката датира от 345 г. от новата ера. Височината му е 23,4 m, дебелината на ствола е 2,38 m, проекция на короната е 1017,36 m², обиколката на стъблото е 7,46 m на височина от земята 1,3 m.
Друг огромен представител на вида е царският дъб до Тулово област Стара Загора. Той се намира в близост до гарата в Тулово, в местността Туловска кория. Дървото е на възраст над 1000 години.

## Галерия
- Кора
- Листа
- Мъжки съцветия – реси
- Женски цветове
- Жълъди
- Дървесина